# Табачников, Ефим Давыдович
Ефи́м Давы́дович Таба́чников (10 сентября 1922, Шаргород, Подольская губерния — 31 января 1994, Нижний Новгород) — советский и российский театральный режиссёр и педагог, заслуженный деятель искусств РСФСР, постановщик известных спектаклей на столичной и провинциальной сцене.

## Биография
Родился в 1922 году в местечке Шаргород.
В 1939—1941 годах учился в театральном училище при ГОСЕТе (Москва).
В 1941 году ушёл на фронт, был тяжело контужен.
В 1943 поступил на режиссёрский факультет ГИТИСа, одновременно был ассистентом А. В. Азарх по классу актёрского мастерства в театр. студии ГОСЕТа.
В 1948 г. окончил ГИТИС (педагоги А. М. Лобанов, А. Д. Дикий, В. Г. Сахновский).
В 1948-50, работал в театрах Ташкента (1948-50), в Курске (1950-55), Иркутске (1955-61), Горьком (Нижний Новгород 1961-65), Ленинграде(Санкт-Петербург 1965-71). В 1965—1970 гг. в Ленинградском театре им. Ленинского комсомола (поставил «Рождество в доме синьора Купьелло» Э. Де Филиппо), затем работал в театрах Москвы, где поставил спектакли: «Соловьиная ночь» В. И. Ежова, «Неоконченный репортаж» Р. Ибрагимбекова (Театр им. Маяковского), «Не было ни гроша, да вдруг алтын» А. Н. Островского (Московский областной театр драмы) и др.
Главный режиссёр областных театров во Владивостоке и Нижнем Новгороде, и Казанском Большом драматическом театре им. В. И. Качалова .
Преподавал в Дальневосточном институте искусств. Выпустил актёрский и режиссёрский курсы. Среди его учеников
Георгий Демуров (Народный артист Рф), Владимир Пудовкин, Светлана Салахутдинова (Заслуженная артистка РФ),  Сергей Миллер (Заслуженный артист РФ), Александра Герцева, Юрий Гончаров, Ашот Восканян (Заслуженный деятель искусств Чувашской Республики), Инна Слабиткер и мн. другие.
Автор "Воспоминаний о «реальной жизни», посв. ГОСЕТу («Театральная жизнь», 1990, № 10).
Заслуженный деятель искусств РСФСР (1972).

## Избранные спектакли
- «Разгром» Фадеева
- «Оптимистическая трагедия» Вс. Вишневского
- «Кремлёвские куранты» Н. Погодина
- «Живи и помни» Распутина
- «Дети Солнца» М.Горького
- «Бесплодные усилия любви» У. Шекспира
- «Бедные люди» Ф. М. Достоевского

## Известные постановки
- «Порт-Артур» по А. Н. Степанову, (1950)
- «Крошка Доррит» по Ч. Диккенсу
- «В добрый час» В. С. Розова
- «Кража» Дж. Лондона (1955)
- «Смерть коммивояжера» А. Миллера, (1956)
- «Дали неоглядные» Н. Е. Вирты
- «Добряки» Л. Г. Зорина (1961)
- «Орфей спускается в ад» Т. Уильямса (1962)
- «104 страницы про любовь» Э. С. Радзинского (1965)
- «Шестое июля» М. Ф. Шатрова (1967)
- "Танкер «Дербент» по Ю. С. Крымову (1977)
- «Святая святых» И. П. Друцэ (1977)
- «Зинуля» А. И. Гельмана (Моск. обл. т-р драмы)
- «Смотрите, кто пришёл» В. К. Арро (Куйбышевский(Самарский) академический  театр драмы)
- «Царь Федор Иоаннович» А. К. Толстого (Казанский Большой драматический театр им. В. И. Качалова)
- «Преследование и убийство Жана-Поля Марата» П.Вайса (1990)
- «Разбитый кувшин» Г.фон Клейста (1992)
- «Поминальная молитва» Г. И. Горина (Казанский Большой драматический театр им. В. И. Качалова).
- "Ричард III"  У. Шекспира
- "Шестой этаж" Альфреда Жери
- "Мой бедный Марат" Алексея Арбузова (Приморский молодежный театр)
- "Шахта" Александра  Плетнёва
- "Эзоп" Гильерме Фигейредо
- "Ночь игуаны" Т. Уильямса

## Ученики
- Георгий Демуров (Народный артист Рф),
- Владимир Пудовкин,
- Сергей Миллер (Заслуженный артист РФ),
- Александра Герцева,
- Юрий Гончаров,
- Ашот Восканян (Заслуженный деятель искусств Чувашской Республики),
- Инна Слабиткер,
- Мюрисеп Александр Васильевич (Заслуженных артист РФ)
- Салахутдинова, Светлана Юрьевна(Заслуженная артистка РФ).

### Интересные факты
В Дальневосточном институте искусств Табачников, преподавал мастерство актёра. Дипломный спектакль для своих студентов Ефим Давыдович решил поставить по пьесе Кобо Абэ «Женщина в песках». Когда спектакль уже был готов, партийные органы, в связи с тем, что автор пьесы, японский философ, пропагандировал «враждебную философию», запретила его к показу на сцене театра. Спектакль все таки состоялся — он был показан узкому кругу зрителей в одной из аудиторий Института.
Возможно, это единственный случай в мировой практике, когда учебный студенческий спектакль был официально запрещен властями.

## Награды
Заслуженный деятель искусств РСФСР (1982)